# Jiannis Smalios
Jiannis Smalios, född 17 februari 1987 i  Österåkers församling, Stockholms län är en svenskfödd grekisk friidrottare (spjutkastning). Smalios har svensk mor och grekisk far och tävlade länge för Grekland. Fr.o.m 2013 tävlar han för Sverige.
Vid OS 2008 tävlade Smalios för Grekland i spjutkastning men slogs ut i kvalet.

## Personliga rekord
| Utomhus - Spjut – 81,89 (Tammerfors, Finland 4 september 2016 - Tiokamp – 6 589 (Edessa, Grekland 15 maj 2005 | Inomhus - Kula – 13,10 (Örebro, Sverige 15 januari 2011 |

### Fotnoter
1. 1 2 3 4  Sveriges befolkning
1990:
Smalios, Jiannis Giorgos Karl
2. ↑  ”Tävlingsårsskiftesövergångar 15 november 2016”. 25 oktober 2016. Arkiverad från originalet den 29 september 2017. https://web.archive.org/web/20170929132950/http://www.friidrott.se/forbundsinfo/overgangar/arsskifte1617.aspx. Läst 14 oktober 2017.
3. ↑  ”Stora SM 2011, dag 3” (htm). trackandfield.se. http://www.trackandfield.se/resultat/2011/110813.htm. Läst 17 april 2013.
4. ↑  ”Stora SM 2013, dag 2”. trackandfield.se. Arkiverad från originalet den 3 september 2013. https://web.archive.org/web/20130903064049/http://www.trackandfield.se/resultat/2013/130830.htm. Läst 2 september 2013.
5. ↑  ”Stora SM 2014, dag 3” (htm). trackandfield.se. http://www.trackandfield.se/resultat/2014/140803.htm. Läst 21 oktober 2014.
6. ↑  ”Stora SM 2015, dag 3”. trackandfield.se. Arkiverad från originalet den 6 juli 2016. https://web.archive.org/web/20160706172117/http://www.trackandfield.se/resultat/2015/150809.htm. Läst 31 oktober 2015.
7. ↑  ”Stora SM 2016”. Arkiverad från originalet den 23 augusti 2017. https://web.archive.org/web/20170823210252/http://212.247.216.72/friidrott/sm16/Resultat.php. Läst 1 november 2016.
8. ↑  ”Stora SM 2017”. http://www.trackandfield.se/resultat/2017/170825_27.htm. Läst 1 oktober 2017.
9. ↑  ”Stora SM 2018”. http://www.trackandfield.se/resultat/2018/180824.htm. Läst 5 september 2018.
10. ↑  ”Friidrotts-SM 2019 Karlstad”. Arkiverad från originalet den 2 september 2019. https://web.archive.org/web/20190902083413/http://212.247.216.72/friidrott/sm19/result_t.php. Läst 17 september 2019.
11. 1 2 3 4  ”Personsida på IAAF:s webbplats” (på engelska). iaaf.org. https://www.iaaf.org/athletes/sweden/jiannis-smalios-203679. Läst 7 oktober 2019.
12. ↑  ”Javelin Throw Men - The XXIX Olympic Games Beijing (National Stadium), PR Of China 08 Aug 2008 - 24 Aug 2008”. iaaf.org. https://www.iaaf.org/results/olympic-games/2008/the-xxix-olympic-games-3659/men/javelin-throw/final/series. Läst 14 oktober 2017.
13. ↑  ”Personsida på European Athletics' webbplats” (på engelska). european-athletics.org. http://www.european-athletics.org/athletes/group=s/athlete=139997-smalios-jiannis/index.html. Läst 7 oktober 2019.

Den här artikeln är helt eller delvis baserad på material från engelskspråkiga Wikipedia.